# Al-Ghaida
Al-Ghaida' (arapski: الغيضة), je pogranični grad na jugoistoku Jemena, uz granicu s Omanom. Grad ima oko 13.987 stanovnika.
.
Al-Ghaida je glavni grad jemenske muhafaze (pokrajine) al-Mahre koja ima 571.778 stanovnika. To je prvi veći grad u Jemenu nakon granice s Omanom, tako da u njemu prenoćuju svi oni koji idu s automobilom u Jemen. 
Pored grada je zračna luka Al Ghaydah, koja ima dva puta tjedno letove za domaće destinacije.

## Vanjske poveznice
- Al-Ghaida na karti Asia-atlas.com